# کورونیتا (کالیفرنیا)
کورونیتا (به انگلیسی: Coronita) یک منطقهٔ مسکونی در ایالات متحده آمریکا است که در شهرستان ریورساید، کالیفرنیا واقع شده‌است. کورونیتا ۱٫۷۹۹ کیلومتر مربع مساحت و ۲٬۶۰۸ نفر جمعیت دارد و ۱۹۲٫۰۳ متر بالاتر از سطح دریا واقع شده‌است.